# Kẻ thất bại
Kẻ thất bại có nguồn gốc từ văn hóa Diaosi, là một web drama nhỏ được phát hành trên Sohu Video, phim phát hành 1 tập mỗi tuần. Phim là một bộ phim ngắn hài hước tôn vinh bộ phim truyền hình Knallerfraue. Phim do Đại Bằng, đệ tử thứ 53 của Triệu Bản Sơn làm đạo diễn, và đóng nhiều loại đàn ông khác nhau .  và mời nhiều ngôi sao tham gia vào bộ phim và xuất hiện với tư cách khách mời.
Phần đầu tiên có 7 tập, khởi chiếu vào ngày 10 tháng 10 năm 2012 và được cập nhật vào thứ Tư hàng tuần ; Phần thứ hai có 6 tập, được phát sóng vào ngày 5 tháng 6 năm 2013 . Phần thứ ba được phát sóng vào ngày 26 tháng 2 năm 2014 .
Cuối tháng 4 năm 2014, sau khi bộ phim truyền hình Mỹ The Big Bang Theory và The Good Wife bị cấm chiếu tại Trung Quốc, Kẻ thất bại cũng bị xóa hoàn toàn khỏi Sohu Video và chịu sự kiểm duyệt của nhà chức trách Trung Quốc. Điều này có thể là do chương trình liên quan đến nội dung khiêu dâm và bất hợp pháp khác, và nó cũng có thể liên quan đến chiến dịch "Clean Net 2014" do chính quyền Trung Quốc phát động gần đây để chống lại sự tục tĩu trên Internet .  Vào giữa tháng 5 năm 2014, Diors Man được phát hành lại trên Sohu Video và một số lượng lớn các phân cảnh khiêu dâm và các phân cảnh có các nữ diễn viên người lờn Nhật Bản đã bị xóa .
Phần thứ tư bắt đầu quay vào tháng 5 năm 2014, và Knallerfrauen Martina Hill người Đức đã được mời tham gia quay phần mới. Mùa này được xác nhận là mùa cuối cùng. Bộ phim hài Siêu nhân bánh rán được phát hành vào tháng 7 năm 2015 là một phiên bản điện ảnh mở rộng của bộ phim.

## Lịch phát sóng
| Phần | Số tập | Phát sóng            | Ghi chú                         |
| ---- | ------ | -------------------- | ------------------------------- |
| 1    | 7      | 10 tháng 10 năm 2012 | 6 tập+1 tập (Phiên bản năm mới) |
| 2    | 6      | 5 tháng 6 năm 2013   |                                 |
| 3    | 8      | 26 tháng 2 năm 2014  |                                 |
| 4    | 8      | 20 tháng 5 năm 2015  |                                 |

## Phần 1
- Tập 1 Liễu Nham, Tôn Lệ, Trần Tĩnh, Triệu Minh, Dương Phác, Hà Vân Vĩ, Lý Thiến, Lý Kiện Nhân (Hồng Kông), Tư Mã Nam, Thẩm Đằng, Hà Á Manh
- Tập 2 Vu Sa Sa, Cao Tú Phượng, Kiều Sam, Trần Tĩnh, Ngô Kỳ Long（Đài Loan）,Liễu Nham, Thẩm Đằng, Châu Duy Khắc, Hứa Sở Hàm, Lý Hưởng, Mộc Tử Mỹ, Hứa Duy Ân（Đài Loan）, Thẩm Đằng, Lý Kiện Nhân (Hồng Kông)
- Tập 3 Lý Á Hồng, Tu Duệ, Kiều Sam, Lý Đại Mạt, Liễu Nham, Lương Siêu, Vu Bành Vĩ, Lý Hưởng, Trâu Thị Minh, Lý Kiện Nhân (Hồng Kông), Hứa Khắc Gia, Tiểu Dĩnh Tử, Miller（Mỹ）
- Tập 4 Huyền Tử, Lương Siêu, Khương Đào, Ngô Mạc Sầu, Cao Tú Phượng, Lý Đại Mạt, Liễu Nham, Lý Kiện Nhân, Hứa Sở Hàm, Lưu Tâm, Triệu Minh
- Tập 5 Hà Vân Vĩ, Ngô Chí Hùng（Hồng Kông）, Lương Siêu, Khương Đào, Tiểu Dĩnh Tử, Vu Bành Vĩ, Đỗ Dịch Hoành, Chu Duy Khắc, Mạnh Thiến, Hứa Duy Ân（Đài Loan）, Lưu Tâm, Tiểu Từ（Đài Loan）, Liễu Nham, Úc Khả Duy, Dàn nhạc gõ trống vô song
- Tập 6 Liễu Nham, Kiều Sam, Tu Duệ, Lý Á Hồng, Ngô Mạnh Đạt（Hồng Kông）, Hà Vân Vĩ, Lý Thiến, Lạc Đạt Hoa（Hồng Kông）, Hà Á Manh, Tiểu Từ, Xuân Tử, Hứa Khắc Gia. Tư Mã Nam, Lưu Tâm, Tượng sáp Thành Long, Vu Sa Sa, Vu Bành Vĩ, Hứa Duy Ân（Đài Loan）
- Phiên bản năm mới Lý Kiện Nhân

## Phần 2

### Diễn viên chính
| Diễn viên       | Vai                                             | Miêu tả | Ghi chú |
| --------------- | ----------------------------------------------- | --- | ------- |
| Đổng Thành Bằng | Đại Bằng                                        | Nhân vật nam chính Diaosi, chịu trách nhiệm hài hước trong nhiều tập phim khác nhau, đeo gọng mắt đen vui nhộn và dễ thương từ đầu đến cuối, với mái xéo, và có những vụ va chạm tia lửa kỳ lạ với các nam thần và nữ thần khác nhau                       |         |
| Liễu Nham       | Nữ thần Diaosi - Nữ thần phát thanh truyền hình | Nữ thần phát thanh của thế giới nữ thần Diaosi, với thân hình quyến rũ và nóng bỏng, bạn gái của Đại Bằng cho dù là khi Đại Bằng cởi đồ, khi ở tiệm cắt tóc, hay trên đường về nhà, cô ấy đều làm mọi cách để phát sóng những thứ gợi cảm không liên quan  |         |
| Lam Yến         | Nữ thần Diaosi - Nữ thần 3D                     | Nữ thần 3D của thế giới Diaosi, mục tiêu săn đón của Đại Bằng, dù là chơi bi-a, đợi xe buýt ven đường hay trong quán cà phê, cô đều làm những trò 3D bắt mắt khiến người ta phải chảy nước miếng                                                           |         |
| Thang Duy       | Nữ thần Diaosi - Nữ thần nghệ thuật             | Bạn gái của Đại Bằng, người hâm mộ văn học và nghệ thuật, trong quá trình gặp một người tổ chức đám cưới trong một quán cà phê và theo đuổi bối cảnh đám cưới lý tưởng của cô ấy, đã gây ra đủ loại sự cố xấu hổ, khiến mọi người tự cười bản thân         |         |
| Dương Mịch      | Nhà sản xuất                                    | Nữ thần sản xuất của giới Diaosi, giám khảo chính cho việc lựa chọn diễn viên, và tuyển chọn Đại Bằng, sự bối rối của cô và Đại Bằng trong quá trình tuyển chọn cũng khiến mọi người cười không nói nên lời                                                |         |
| Lâm Chí Linh    | Nữ thần Diaosi - Nữ thần giọng nói trẻ con      | Nữ thần giọng nói trẻ con siêu quyền năng trong thế giới nữ thần Diaosi, đối tượng cầu hôn của Đại Bằng, đã bị đáp ứng bởi nhiều lời cầu hôn thay thế khác nhau của Đại Bằng, và cô ấy đương nhiên không có khả năng uống rượu                             |         |
| Đặng Siêu       | Nam thần Diaosi - Nam thần trêu đùa             | Nam thần là đối tượng phòng thủ của Đại Bằng trên sân bóng rổ, trong trận đấu bị Đài Bằng dùng ánh mắt nhìn chằm chằm, anh ta còn có những kỹ năng khác, chẳng hạn như giác hơi.                                                                           |         |
| Hatano Yui      | Nữ diễn viên                                    | Nữ thần AV tuyệt vời, một trong những nữ diễn viên tuyệt vời nhất trong thế giới AV, gợi cảm và mê hoặc, là đối tượng của đam mê trong các bộ phim truyền hình của Đại Bằng, vì quá đam mê nên cô thường xảy ra chuyện lăn lộn trên giường trong khách sạn |         |
| Ngô Tú Ba       | Nam thần Diaosi - Nam thần lich lãm             | Nam thần lịch lãm, nhà hoạch định lễ nghi văn học nghệ thuật đẹp trai, lên kế hoạch tổ chức đám cưới cho Đại Bằng, và anh ấy đã chống lại khách, khiến Đại Bằng xấu hổ, và trong thang máy xảy ra nhiều sự cố xấu hổ vì tiền dưới đất                      |         |

- Tập 1 Thang Duy, Ngô Tú Ba, Đặng Siêu, Vương Học Kỳ. Vương Học Binh, Lam Yến và các diễn viên khác
- Tập 2 Lâm Chí Linh, Lam Yến, Thang Duy, Ngô Tú Ba, Giả Linh, Vương Tấn, Hàn Hàn (Cameo) và các diễn viên khác
- Tập 3 Liễu Nham, Dương Mịch, Ôn Triệu Luân, Phương Linh và các điễn viên khác
- Tập 4 Liễu Nham, Vương Tấn, Lam Yến và các diễn viên khác
- Tập 5 Liễu Nham, Hứa Duy Ân, Vu Sa Sa, Vương Học Binh, Vương Học Kỳ, Phương Linh và các điễn viên khác
- Tập 6 Liễu Nham, Vu Sa Sa, Vương Tấn, Hatano Yui (Cameo) và các diễn viên khác

## Phần 3

### Diễn viên chính
| Diễn viên  | Vai             | Miêu tả | Ghi chú         |
| ---------- | --------------- | --- | --------------- |
| Đại Bằng   | Đổng Thành Bằng | Nam Diaosi, rất khốn nạn, sau khi chạm trán với đủ loại nữ thần Diaosi và nam thần Diaosi, lại làm những trò quái đản khiến người khác phải bật cười.                                                                                  |                 |
| Liễu Nham  | Liễu Nham       | Bạn gái của Đại Bằng, gợi cảm và quý phái, với vẻ ngoài xinh đẹp như trăng, dịu dàng và thanh lịch, với mái tóc xoăn gợn sóng và chiếc váy đỏ làm nổi bật vóc dáng tinh tế của cô ấy, thường có một số sự cố đáng xấu hổ với Đại Bằng. |                 |
| Akiho      | Akiho           | Bạn gái khác của Đại Bằng, là một y tá, có máu mủ ruột thịt với Đaị Bằng, hiền lành đức hạnh, duyên dáng đoan trang, và đã cùng với Đại Bằng trải qua tất cả những điều kỳ lạ và thú vị                                                |                 |
| Nhâm Trọng | Nhâm Trọng      | Người thầy tinh thần của Đại Bằng là người quyết liệt, nghiêm túc và độc đoán, ông thường dùng những cách kỳ lạ để động viên Đại Bằng và không ngừng khuyến khích Đại Bằng luôn tự tin nhất                                            | Thày dạy Boxing |
| Tạ Mạnh Vĩ | Tạ Mạnh Vĩ      | Đối thủ từng đấu với Đại Bằng trên võ đài quyền anh đã giành được 99 trận thắng liên tiếp và giết chết hơn 20 cao thủ, hùng vĩ, cơ thể cường tráng, khuôn mặt dữ tợn, sức mạnh vượt trội                                               |                 |

### Diễn viên phụ
| Diễn viên                | Vai                               | Ghi chú     |
| ------------------------ | --------------------------------- | ----------- |
| Văn Chương               | Thợ xăm                           |             |
| Bạch Bách Hà             | Tengger                           |             |
| Lưu Diễm Diễm            | Vị hôn thê của Đại Bằng           |             |
| Vu Dương                 | Nhân viên bán vé xe buýt          |             |
| Takuya San               | Khách hàng của cửa hàng đồ lót    |             |
| Chúc Tự Đan              | Nhân viên cửa hàng đồ lót nữ      |             |
| Lãnh Uyển Uyển           | Tiểu Long Nữ                      |             |
| Lee Pasha                | Siêu nhân                         |             |
| Bà Đồ Hoằng Triết        | Con trai Đại Bằng                 |             |
| Dã Lang                  | Âu Dương Phong                    |             |
| Kiều Sam                 | Khách hàng mát xa                 |             |
| Mặc Phi                  | Vợ Đại Bằng                       |             |
| Vu Sa Sa                 | Cô gái trong tiệm hớt tóc         |             |
| Triệu Anh Tuấn           | Thầy bói trẻ                      |             |
| Khiếu Thú Dịch Tiểu Tinh | Khiếu Thú Dịch Tiểu Tinh          | Kẻ hủy diệt |
| Lưu Tuần Tử Mặc          | Nam nhân chất                     |             |
| Cát Bố                   | Nữ nhân chất                      |             |
| Mã Chí Kiệm              | Hành khách xe buýt                |             |
| Chu Thần                 | Người đẹp xe buýt                 |             |
| Uyển Quỳnh Đan           | Khách hàng nữ phẫu thuật thẩm mỹ  |             |
| Huỳnh Bách Minh          | Khách hàng nam phẫu thuật thẩm mỹ |             |
| Bố Tiểu Thậm Đại Sư      | Người đàn ông ngồi xổm            |             |
| Cao Dương                | Nguồi dẫn chương trình đám cưới   |             |
| Lộ Lộ                    | Vị hôn thê                        |             |
| Y Vân Hạc                | Khách hàng siêu thị               |             |
| Vương Hồng Kỳ            | Cha Đại Bằng                      |             |
| Từ Kiều                  | Dì xấu xí                         |             |

- Tập 1 Phan Bân Long, Kiều Sam, Mã Vi, Tengger, Bạch Bách Hà, Liễu Nham, Nhâm Trọng, Tạ Mạnh Vĩ, Vu Dương, Takuya San, Chúc Tự Đan, Văn Chương, Lãnh Uyển Uyển、Lee Pasha, Johnny Galecki
- Tập 2 Bá Đồ Hoằng Triết, Kiều Sam, Liễu Nham, Hoàng Hải Ba, Mặc Phi, Dã Lang, Vu Sa Sa, Triệu Anh Tuấn, Vương Hồng Kỳ, Vương Á Hiên,Yoshizawa Akiho, Khiếu Thú Dịch Tiểu Tinh, Lưu Tuần Tử Mặc, Cát Bố
- Tập 3 Vu Dương, Mã Chí Kiệm, Chu Thần, Uyển Quỳnh Đan,Huỳnh Bách Minh, Kiều Sam, Takuya San, @Bố Tiểu Thậm Đại Sư, Liễu Nham, Văn Chương, Khiếu Thú Dịch Tiểu Tinh, Tào Dương, Lộ Lộ, Vương Hồng Kỳ, Y Vân Hạc, Yoshizawa Akiho
- Tập 4 Yoshizawa Akiho, Triệu Tuyết, Tiết Tiểu Lam, Trương Quyên, Khiếu Thú Dịch Tiểu Tinh、Khương Đào, Xuân Tử, Phan Bân Long, Kawashima Makiyo, Tào Nhiên Nhiên, Hoàng Hải Ba, Liễu Nham, Vu Kiện, Lương Siêu, Vu Sa Sa, Kiều Sam
- Tập 5 Tạ Mạnh Vĩ, Don King, Liễu Nham, Văn Chương, Khương Vũ Thần, Nhâm Trọng, Yoshizawa Akiho, Huỳnh Bách Minh, Tống Đông Dã, Makiyo, Mã Chí Kiệm, Chu Thần, Uyển Quỳnh Đan, Y Vân Hạc
- Tập 6 Hổ Gia, Yoshizawa Akiho, Vu Dương, Tengger, Lãnh Uyển Uyển, Khương Đào, Makiyo, Phan Bân Long, Nhị Đinh Mục Thác Dã, Y Vân Hạc, Chu Thần, Khiếu Thú Dịch Tiểu Tinh, Liễu Nham, Huỳnh Nghệ Hinh, Huỳnh Hải Ba
- Tập 7 Yoshizawa Akiho, Kiều Sam, Dã Lang, Huỳnh Bách Minh, Thịnh Quân, Liễu Nham, Huỳnh Kiện Tường, Mã Chí Kiệm, Lưu Gia Siêu, Bà Đồ Hoằng Triềtt, Trần Trạch Lâm, Tô Chấn Vũ, Tiết Tiểu Nhiễm, Lương Siêu, Y Vân Hạc, Khương Đào
- Tập 8 Yoshizawa Akiho, Liễu Nham, Lộ Lộ, Vu Dương, Tào Dương, Lãnh Uyển Uyển, Uyển Quỳnh Đan, Phùng Lệ Lệ, Vu Sa Sa, kevin, Bác Tử, Mã Lê, Kiều Sam

## Phần 4
| Diễn viên         | Vai                                                          | Miêu tả | Ghi chú   |
| ----------------- | ------------------------------------------------------------ | --- | --------- |
| Đổng Thành Bằng   | Đại Bằng                                                     | Nhân vật nam chính. Anh ấy diễn giải "Vua ngôi sao đa dạng" và diễn giải nhiều phong cách khác nhau của hình ảnh hạnh phúc, từ giới doanh nhân trong bộ vest và giày da, cao bồi phong cách hippie đến đầu bếp chính thức và otakus có vẻ ngoài sắc sảo, giống như "Variety Star King" nói chung là độc nhất.                |           |
| Martina Hill      | Martina Hill                                                 | Nữ nhân vật tác phẩm gốc, Người phụ nữ Đức. Vợ của Đại Bằng cùng Đại Bằng có một cô con gái. Cô gái ngoại quốc Martina Hill đã vô tình đạp vào mu bàn chân của Đại Bằng, Đại Bằng đã đáp trả Martina Hill bằng một cú đá, và cả hai đã dẫm lên mu bàn chân của nhau, cuối cùng tiến đến hôn nhau                             |           |
| Kiều Sam          | Bệnh nhân tâm thần, sản phụ khoa nam, khách hàng mát xa      | Anh cho rằng mình có siêu năng lực dịch chuyển tức thời và được bác sĩ xác định là bệnh nhân tâm thần. Nhưng trên thực tế, anh ta thực sự có siêu năng lực dịch chuyển, nhưng nó không ổn định | [ 7 ]     |
| Liễu Nham         | Cô gái trên xe buýt / Tiểu sư muội                           | Hành khách trên xe buýt bị Đổng Thành Bằng coi là kẻ rắm hàng loạt, kẻ đã "gục" bà thím thành bỏng ngô. Ngoài ra, ở mùa thứ 4, Liễu Nham và Đại Bằng hóa thân thành anh chị em và dàn dựng cảnh giường chiếu cuồng nhiệt trong trang phục cổ trang Thần điêu đại hiệp khiến sư phụ phải chịu khuất phục trước đệ tử của mình |           |
| Hàn Canh          | Người đàn ông hẹn hò sau khi trang điểm / Người đi thang máy | |           |
| Giả Linh          | Cô gái mát xa chân, khách hàng mát xa                        | |           |
| Tống Tiểu Bảo     |                                                              | | Khách mời |
| Phạm Băng Băng    | Cô gái hẹn hò bí mật                                         | |           |
| Jung Yong Hwa     | Anh chàng hộp đêm đẹp trai                                   | |           |
| Trần Hinh Nhi     | Cô gái mát xa                                                | |           |
| Y Nhất            | Bạn gái Đại Bằng                                             | |           |
| Hứa Thành Hiên    | Con trai Đại Bằng                                            | |           |
| Vu Sa Sa          | Nữ giáo viên                                                 | |           |
| Tu Duệ            | Đạo diễn                                                     | |           |
| Vương Đức Thuận   | Sư phụ                                                       | |           |
| Vương Hồng Kỳ     | Cha Đại Bằng                                                 | |           |
| Mã Lệ             | Con dâu Đại Bằng                                             | |           |
| Lý Kiện           | Nam khách hàng siêu thị                                      | |           |
| Vương Thế Xuân    | Hiệu trưởng trường tiểu học                                  | |           |
| Cảnh Trường Ngoại | Chú bấm chân                                                 | |           |
| Vu Sa Sa          | Thai sản                                                     | |           |
| Phan Bân Long     | Bác sĩ sản phụ khoa                                          | |           |
| Hàn Băng          | Ông chủ công ty                                              | |           |
| Wemdi             | Cô gái người Đức                                             | |           |